# Hacıaliler, Taraklı
Hacıaliler là một xã thuộc huyện Taraklı, tỉnh Sakarya, Thổ Nhĩ Kỳ. Dân số thời điểm năm 2008 là 66 người.